# Castetbon
Castetbon (en béarnais Castètbon ou Castètboû) est une commune française, située dans le département des Pyrénées-Atlantiques en région Nouvelle-Aquitaine.

## Géographie

### Localisation

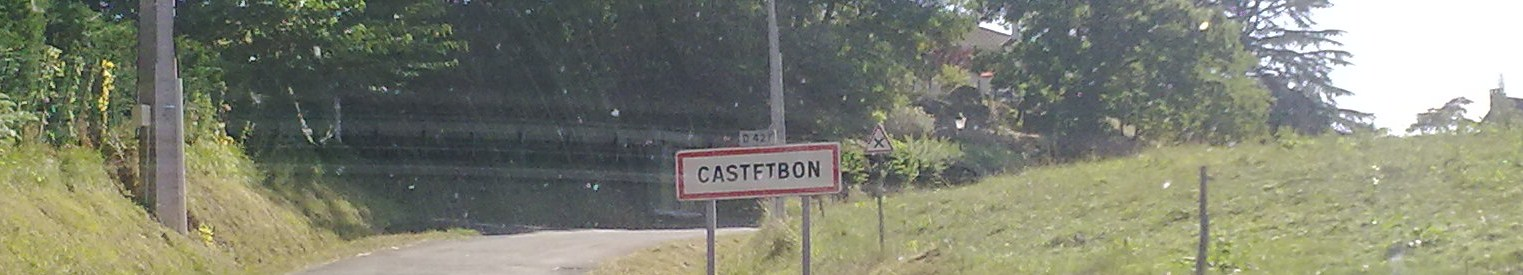
Entrée dans Castetbon.

La commune de Castetbon se trouve dans le département des Pyrénées-Atlantiques, en région Nouvelle-Aquitaine.
Elle se situe à 61 km par la route de Pau, préfecture du département, à 31 km d'Oloron-Sainte-Marie, sous-préfecture, et à 15 km d'Orthez, bureau centralisateur du canton d'Orthez et Terres des Gaves et du Sel dont dépend la commune depuis 2015 pour les élections départementales. 
La commune fait en outre partie du bassin de vie de Navarrenx.
Les communes les plus proches sont : 
Ossenx (2,7 km), Audaux (3,0 km), Narp (3,6 km), Bugnein (3,7 km), Araujuzon (3,8 km), Araux (4,0 km), Viellenave-de-Navarrenx (4,0 km), Bastanès (4,5 km).
Sur le plan historique et culturel, Castetbon fait partie de la province du Béarn, qui fut également un État et qui présente une unité historique et culturelle à laquelle s’oppose une diversité frappante de paysages au relief tourmenté.

### Communes limitrophes
Les communes limitrophes sont  Audaux, Loubieng, Narp, Orriule, Ossenx et Ozenx-Montestrucq.
|         | Ozenx-Montestrucq | Loubieng |
| Orriule | Castetbon         |          |
| Narp    | Ossenx            | Audaux   |

### Hydrographie

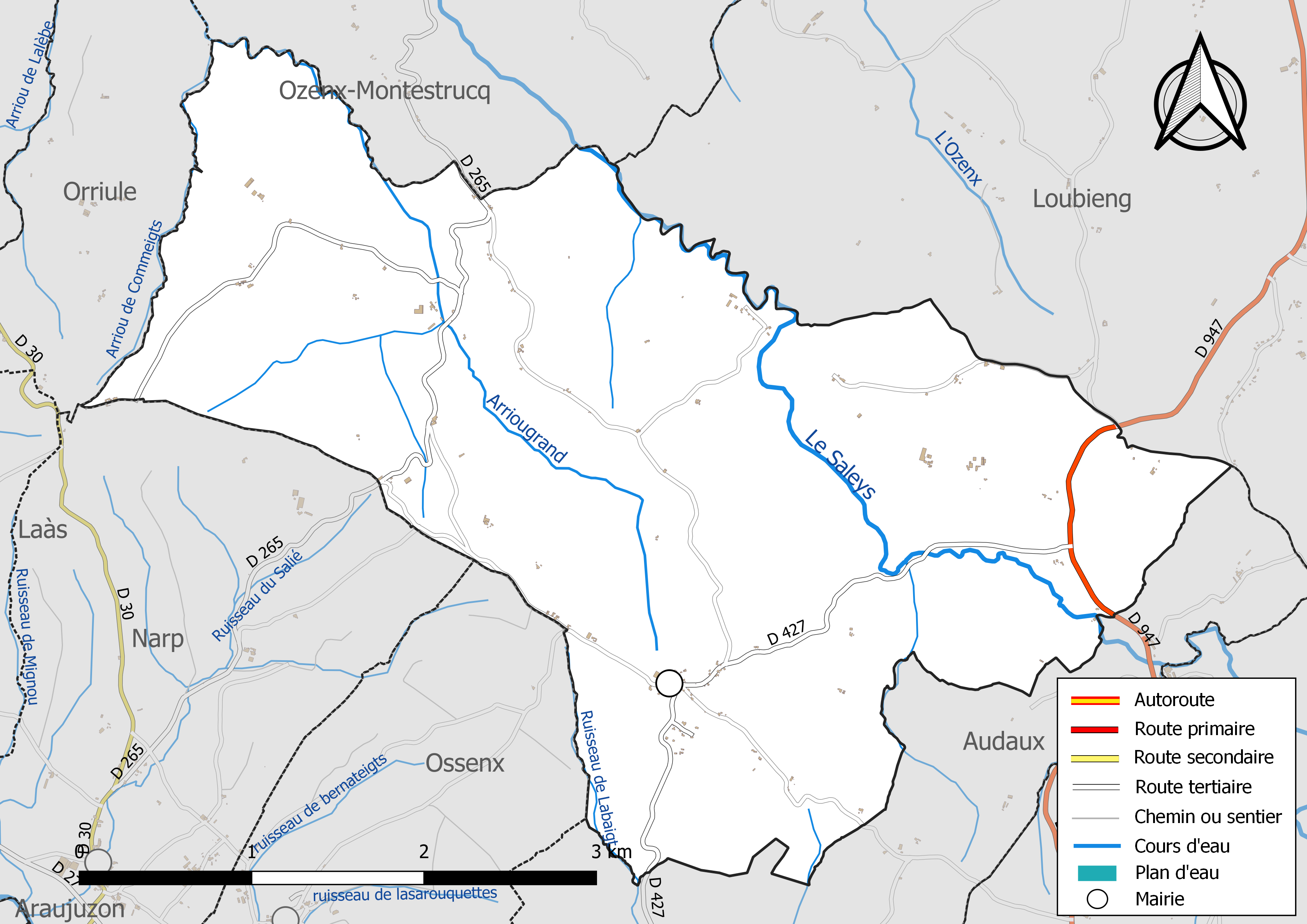
Réseaux hydrographique et routier de Castetbon.

La commune est drainée par le Saleys, Arriougrand, Arriou de Commeigts, le ruisseau de Labaigt, le ruisseau Gouarin, et par divers petits cours d'eau, constituant un réseau hydrographique de 15 km de longueur totale,.
Le Saleys, d'une longueur totale de 48,7 km, prend sa source dans la commune d'Ogenne-Camptort et s'écoule du sud-est vers le nord-ouest. Il traverse la commune et se jette dans le gave d'Oloron à Carresse-Cassaber, après avoir traversé 13 communes.

### Climat
Pour des articles plus généraux, voir Climat de la Nouvelle-Aquitaine et Climat des Pyrénées-Atlantiques.
Historiquement, la commune est dans une zone de transition entre les climats océaniques aquitain et basque.  
En 2020, Météo-France publie une typologie des climats de la France métropolitaine dans laquelle la commune est exposée à un climat de montagne et est dans la région climatique Pyrénées atlantiques, caractérisée par une pluviométrie élevée (>1 200 mm/an) en toutes saisons, des hivers très doux (7,5 °C en plaine) et des vents faibles.
Pour la période 1971-2000, la température annuelle moyenne est de 13,3 °C, avec une amplitude thermique annuelle de 13,9 °C. Le cumul annuel moyen de précipitations est de 1 241 mm, avec 12 jours de précipitations en janvier et 8,2 jours en juillet. Pour la période 1991-2020, la température moyenne annuelle observée sur la station météorologique la plus proche, située sur la commune d'Orthez à 12 km à vol d'oiseau, est de 14,1 °C et le cumul annuel moyen de précipitations est de 1 211,5 mm,. Pour l'avenir, les paramètres climatiques de la commune estimés pour 2050 selon différents scénarios d’émission de gaz à effet de serre sont consultables sur un site dédié publié par Météo-France en novembre 2022.

### Paysages

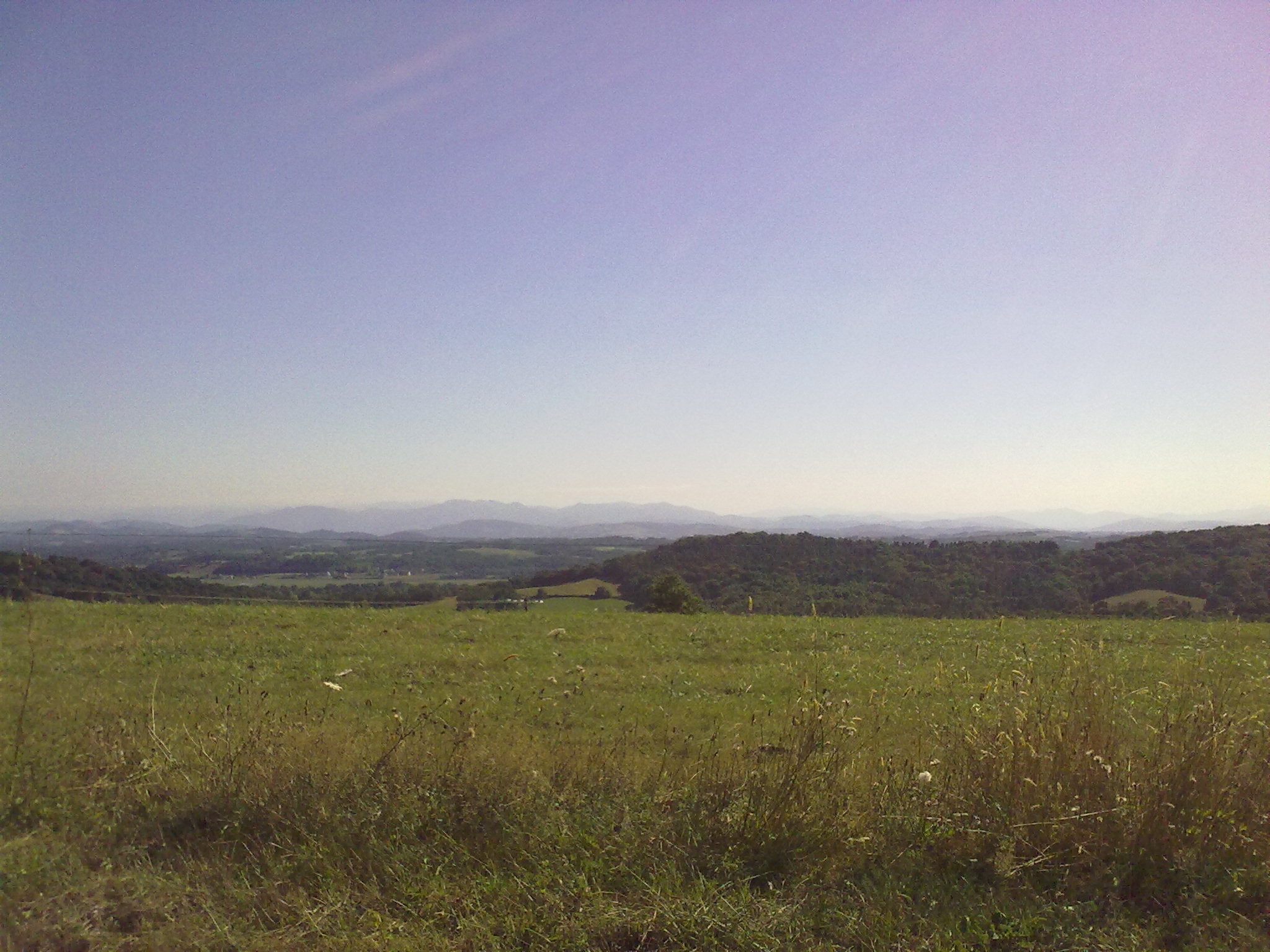
Paysage depuis Castetbon vers le sud.

### Milieux naturels et biodiversité

#### Réseau Natura 2000
Le réseau Natura 2000 est un réseau écologique européen de sites naturels d'intérêt écologique élaboré à partir des Directives « Habitats » et « Oiseaux », constitué de zones spéciales de conservation (ZSC) et de zones de protection spéciale (ZPS).
Un site Natura 2000 a été défini sur la commune au titre de la « directive Habitats » : « le gave d'Oloron (cours d'eau) et marais de Labastide-Villefranche », d'une superficie de 2 547 ha, une rivière à saumon et écrevisse à pattes blanches,.

## Urbanisme

### Typologie
Au 1er janvier 2024, Castetbon est catégorisée commune rurale à habitat très dispersé, selon la nouvelle grille communale de densité à sept niveaux définie par l'Insee en 2022.
Elle est située hors unité urbaine et hors attraction des villes,.

### Occupation des sols

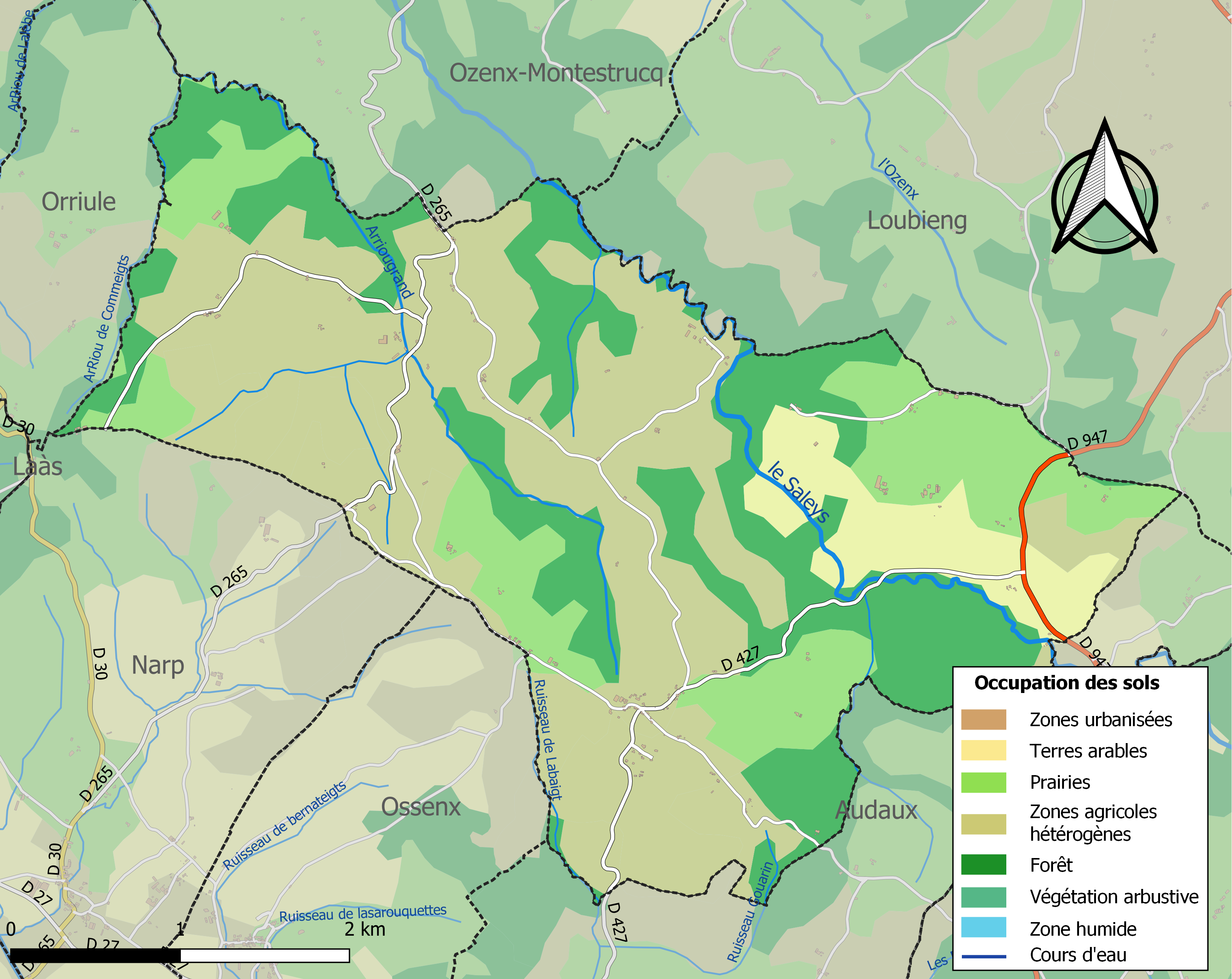
Carte des infrastructures et de l'occupation des sols de la commune en 2018 (CLC).

L'occupation des sols de la commune, telle qu'elle ressort de la base de données européenne d’occupation biophysique des sols Corine Land Cover (CLC), est marquée par l'importance des territoires agricoles (73,4 % en 2018), une proportion identique à celle de 1990 (73,4 %). La répartition détaillée en 2018 est la suivante : 
zones agricoles hétérogènes (48,2 %), forêts (26,6 %), prairies (17,9 %), terres arables (7,4 %). L'évolution de l’occupation des sols de la commune et de ses infrastructures peut être observée sur les différentes représentations cartographiques du territoire : la carte de Cassini (XVIIIe siècle), la carte d'état-major (1820-1866) et les cartes ou photos aériennes de l'IGN pour la période actuelle (1950 à aujourd'hui).

### Lieux-dits et hameaux
- Baule ;
- Église ;
- Geud ;
- Labielle ;
- Lasnauries.

### Risques majeurs
Le territoire de la commune de Castetbon est vulnérable à différents aléas naturels : météorologiques (tempête, orage, neige, grand froid, canicule ou sécheresse), inondations et séisme (sismicité modérée). Un site publié par le BRGM permet d'évaluer simplement et rapidement les risques d'un bien localisé soit par son adresse soit par le numéro de sa parcelle.
Certaines parties du territoire communal sont susceptibles d’être affectées par le risque d’inondation par une crue torrentielle ou à montée rapide de cours d'eau, notamment le Saleys. La commune a été reconnue en état de catastrophe naturelle au titre des dommages causés par les inondations et coulées de boue survenues en 1982, 1983, 1998, 2009 et 2018,.

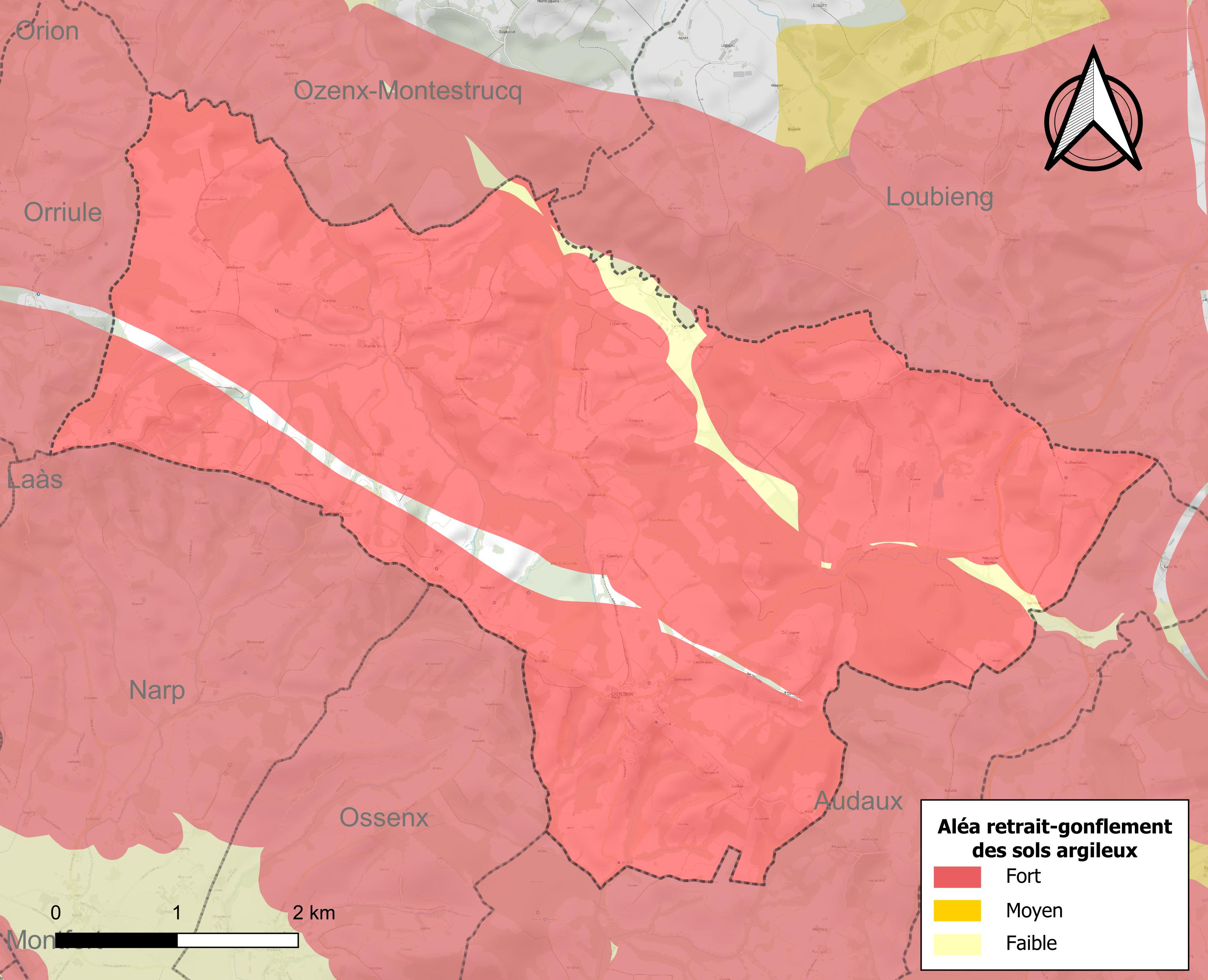
Carte des zones d'aléa retrait-gonflement des sols argileux de Castetbon.

Le retrait-gonflement des sols argileux est susceptible d'engendrer des dommages importants aux bâtiments en cas d’alternance de périodes de sécheresse et de pluie. 94,7 % de la superficie communale est en aléa moyen ou fort (59 % au niveau départemental et 48,5 % au niveau national). Depuis le 1er octobre 2020, en application de la loi ELAN, différentes contraintes s'imposent aux vendeurs, maîtres d'ouvrages ou constructeurs de biens situés dans une zone classée en aléa moyen ou fort,.

## Toponymie

### Attestations anciennes
Le toponyme Castetbon apparaît sous les formes 
Castelbon (1227, registres de Bordeaux), 
Sent-Bladii de Castegbo (1384, notaires de Navarrenx), 
Casteg-Boo (1385, censier de Béarn), 
Castegbon (1546, réformation de Béarn) et 
Sente-Marie de Casteigbon (1612, insinuations du diocèse d'Oloron).

### Graphie béarnaise
Son nom béarnais est Castètbon ou Castètboû.

## Histoire
Le site semble avoir été fortifié par les Vascons-Romains qui le nomment Castrum Bonom. Placé sur une butte offrant un large panorama, rapidement doté d'un enclos, le lieu voit sa population augmenter au XIIe siècle au point que le seigneur Arnaud Guilhem d'Audaux réclama en 1276 à l'évêque d'Oloron la construction d'une église — elle sera dédiée à saint Blaise — et d'un cimetière attenant. Le petit bourg prend alors le nom de Castetbon-la-neuve.

En 1385, Castetbon comptait 82 feux et dépendait du bailliage de Navarrenx.

Ses principales activités, jusqu'au XXe siècle s'organisent principalement autour des moulins superposés qui broient aussi bien le grain que l'argile et autour d'activités de tissage.

## Politique et administration
| Période                                  | Période          | Identité               | Étiquette | Qualité |
| ---------------------------------------- | ---------------- | ---------------------- | --------- | ------- |
| Les données manquantes sont à compléter. |                  |                        |           |         |
| avant 1884                               | 1904             | Zéphirin de Sauvejunte |           |         |
| 1904                                     | 1908             | Pierre de Sauvejunte   |           |         |
| 1908                                     | 1919             | Julien Pédehontaà      |           |         |
| 1919                                     | 1935             | Jean Junqua            |           |         |
| 1935                                     | 1943             | Clément Lahitte        |           |         |
| 1943                                     | 1944             | Marcel Clavé           |           |         |
| 1945                                     | 1971             | Jules Junqua           |           |         |
| 1971                                     | 30 mars 1973     | Jacques Milhet         |           |         |
| 1er avril 1973                           | 17 mars 1983     | Germain Lucq           |           |         |
| 18 mars 1983                             | 18 mars 1989     | Pierre Arriau          |           |         |
| 19 mars 1989                             | 18 novembre 2011 | Germain Lucq           |           |         |
| 19 novembre 2011                         | 10 décembre 2011 | Michel Hérou           |           |         |
| 11 décembre 2011                         | 27 mars 2014     | Grégory Nexon          |           |         |
| 28 mars 2014                             | 27 mai 2020      | Grégory Nexon          |           |         |
| 28 mai 2020                              | En cours         | Grégory Nexon          |           |         |

### Intercommunalité
La commune fait partie de sept structures intercommunales :
- le centre intercommunal d'action sociale (CIAS) de Sauveterre-de-Béarn ;
- la communauté de communes du Béarn des Gaves (CCBG) ;
- le syndicat intercommunal d'adduction en eau potable (SIAEP) de Navarrenx ;
- le syndicat d'énergie des Pyrénées-Atlantiques (SDEPA) ;
- le syndicat du regroupement pédagogique intercommunal (RPI) des écoles du Gaveausset ;
- le syndicat intercommunal des Gaves et du Saleys ;
- le syndicat mixte forestier des chênaies des vallées basques et béarnaises.

## Population et société

### Démographie
L'évolution du nombre d'habitants est connue à travers les recensements de la population effectués dans la commune depuis 1793. Pour les communes de moins de 10 000 habitants, une enquête de recensement portant sur toute la population est réalisée tous les cinq ans, les populations de référence des années intermédiaires étant quant à elles estimées par interpolation ou extrapolation. Pour la commune, le premier recensement exhaustif entrant dans le cadre du nouveau dispositif a été réalisé en 2005.

En 2022, la commune comptait 152 habitants, en évolution de −15,08 % par rapport à 2016 (Pyrénées-Atlantiques : +3,78 %, France hors Mayotte : +2,11 %).
| 1793 | 1800 | 1806 | 1821 | 1831 | 1836 | 1841 | 1846 | 1851 |
| ---- | ---- | ---- | ---- | ---- | ---- | ---- | ---- | ---- |
| 686  | 626  | 622  | 670  | 664  | 728  | 730  | 666  | 650  |

| 1856 | 1861 | 1866 | 1872 | 1876 | 1881 | 1886 | 1891 | 1896 |
| ---- | ---- | ---- | ---- | ---- | ---- | ---- | ---- | ---- |
| 620  | 590  | 574  | 590  | 512  | 503  | 414  | 432  | 416  |

| 1901 | 1906 | 1911 | 1921 | 1926 | 1931 | 1936 | 1946 | 1954 |
| ---- | ---- | ---- | ---- | ---- | ---- | ---- | ---- | ---- |
| 425  | 381  | 388  | 348  | 358  | 330  | 312  | 243  | 243  |

| 1962 | 1968 | 1975 | 1982 | 1990 | 1999 | 2005 | 2006 | 2010 |
| ---- | ---- | ---- | ---- | ---- | ---- | ---- | ---- | ---- |
| 204  | 195  | 173  | 159  | 161  | 157  | 184  | 186  | 170  |

| 2015 | 2020 | 2022 | - | - | - | - | - | - |
| ---- | ---- | ---- | - | - | - | - | - | - |
| 176  | 159  | 152  | - | - | - | - | - | - |

## Économie
L'activité est principalement agricole (élevage de la blonde d'Aquitaine. culture du maïs...).
La commune fait partie de la zone d'appellation de l'ossau-iraty.

## Culture locale et patrimoine
Un vieux dicton dirait « A Castèthbon, tot qu'ei bon. À part los còps de baston ! », ce qui signifie « À Castetbon, tout est bon, sauf les coups de bâton ! ».

### Patrimoine civil

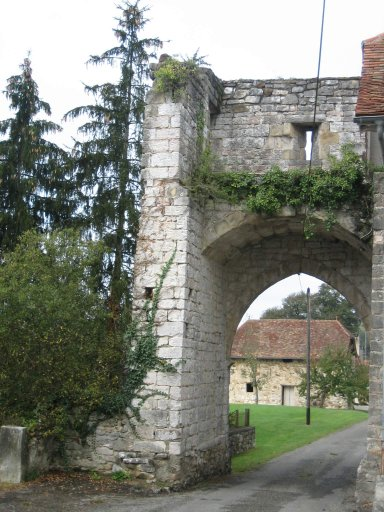
Porte occidentale.

Le bourg était autrefois entouré d'une muraille dont il ne subsiste aujourd'hui qu'une porte, dite occidentale (ou également Porte du sel), les pierres de ladite muraille ayant été utilisées par les habitants pour l'édification ou la réparation des demeures et ce, dès la Révolution française[réf. nécessaire].

### Patrimoine religieux
L'église du hameau, initialement dédiée à Saint Blaise, fut détruite par un incendie en 1569, lequel emporta également un coffre contenant tous les documents relatifs à la communauté. L'église fut reconstruite et prit alors le nom de Notre-dame de l'Assomption. Ses vitraux - représentant saint Dominique, saint Antoine, saint Joseph, la Vierge Marie et le Christ - datent de 1898. Un vitrail plus récent (1942) met en scène deux colombes autour d'une coupe.

## Équipements
La commune possède :
- une salle des fêtes communale (la salle Bellevue), située quartier Lannemia,
- un château d'eau.

## Personnalités liées à la commune
Pierre Louis Lacave Soulé, né le 3 juillet 1817 à Castetbon et mort à Cadix le 20 juillet 1887, a développé la société Lacave & Cie, créée en 1810 par son oncle, Pierre Lacave Miramon, natif de Navarrenx, bodega sur 46 000 m2 qui exportait le vin de Jerez dans le monde entier (en souvenir, subsiste une avenue Lacave, à Cadix).
Jean Pierre Lacave Soulé, né le 15 octobre 1811 à Castetbon et mort à Séville le 19 aout 1883, a créé, à Séville, la société Jean Pierre Lacave & Cie, avec spécialité de céréales, huiles d’olive, olives, liège et bouchons, en liaison avec celle de son frère à Cadix. En 1838, Jean Pierre Lacave fit installer l’usine de gaz de Séville, qui est passé ensuite dans d’autres mains.
Voir livre édité en 2021 par le CHar Navarrenx 'Les LACAVE une dynastie Béarnaise' de Jean-Jacques LACRAMPE

## Pour approfondir